# Juegos Olímpicos de Berlín 1936
Los Juegos Olímpicos de Berlín 1936, oficialmente conocidos como los Juegos de la XI Olimpiada, se llevaron a cabo en Berlín, Alemania, entre el 1 y el 16 de agosto de 1936, durante el periodo del Tercer Reich. Participaron 3963 deportistas (3632 hombres y 331 mujeres) de 49 países, quienes compitieron en 19 deportes y 129 especialidades. En la actualidad, los Juegos son recordados por las actuaciones de atletas como Jesse Owens o Gretel Bregmann, por producciones audiovisuales como Olympia, y cuestiones políticas que en conjunto marcaron un precedente en el uso del deporte como herramienta política.

## Aspectos políticos

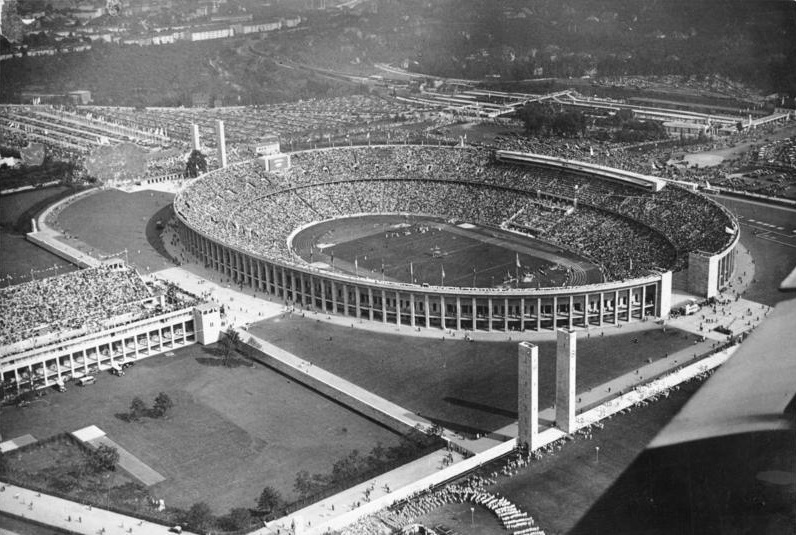
Vista aérea del estadio.

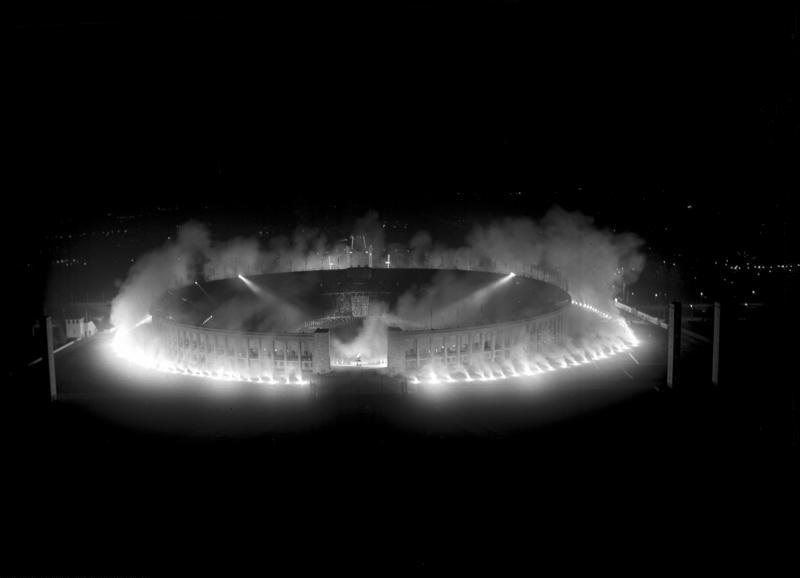
Vista durante la ceremonia de clausura.

### Reacciones y boicots

#### El ascenso de Hitler al poder y sus consecuencias para los juegos
La ciudad de Berlín fue seleccionada como sede en 1931, más de un año antes del nombramiento de Adolf Hitler como Canciller de Alemania. Luego del 30 de enero de 1933, comenzó el debate sobre si el Comité Olímpico Internacional (COI) debía quitarle la sede a Berlín y reemplazarla por otra ciudad. Si bien el COI decidió mantener la sede de los juegos en Berlín el 7 de junio del mismo año --creyendo en las afirmaciones del Comité Olímpico Alemán, cuyo líder Theodor Lewald declaró que no habría restricciones de ningún tipo contra atletas judíos para ser parte del equipo– , varias organizaciones deportivas se debatieron si participar de los juegos o boicoteralos rehusándose a participar.
En este contexto, ciertas organizaciones y movimientos judíos, tanto marxistas como contrarios al régimen nazi, presionaban por la realización de un boicot internacional a los Juegos Olímpicos nazis. Estados Unidos tenía mucha fuerza en este sentido, debido a la importante e influyente comunidad judía residente en el país estadounidense. Esta comunidad, organizada en distintas asociaciones, como el Congreso Judío americano, el Comité de trabajo judío y la Liga no sectaria antinazi, emprendieron diversas acciones que comprendían desde la difusión de propaganda antinazi hasta el boicot a la compra de productos alemanes, así como la persistente exigencia de cambiar la sede. También hubo líderes relevantes en el ámbito de la política norteamericana que se adhirieron al boicot, como es el caso de Al Smith, gobernador de New York, o James Curley, de Massachusetts.
Los alemanes insistieron en sus promesas de no discriminar a nadie por razón de raza o religión, pero el Comité Olímpico de los Estados Unidos y las organizaciones judías se mostraban reticentes a creerlos a la vista de los acontecimientos que estaban teniendo lugar en Alemania bajo la administración de Hitler, sobre todo en lo que respecta a la persecución contra los judíos.
En el congreso de Atenas, organizado por el COI en mayo de 1934, Estados Unidos pospuso su decisión final de aceptar la invitación a los Juegos de Berlín a la espera del informe de campo realizado por el presidente del comité americano, Avery Brundage. Finalmente, influenciado por su relación de amistad con algunos organizadores de los Juegos en Berlín, Brundage instó al comité estadounidense a aceptar la invitación, a pesar de las críticas y presiones que siguieron recibiendo por parte de la comunidad judía. Brundage llegó a defender posturas un tanto controvertidas para justificar su decisión, manteniendo que el deporte debía desentenderse del conflicto entre judíos y alemanes, o incluso afirmando que detrás del boicot a los Juegos Olímpicos existía una conspiración judeo-comunista. La adhesión del gobierno estadounidense fue decisiva para que finalmente aceptasen participar el resto de países dubitativos con respecto a las olimpiadas.

#### Olimpiada popular en Barcelona
España, por primera y única vez en la historia, boicoteó estos Juegos y no participó. Como respuesta a la celebración de los Juegos Olímpicos en la Alemania nazi, la Generalitat de Cataluña convocó unas olimpiadas populares a la que acudieron numerosos deportistas y atrajeron a numerosos turistas. Sin embargo, este evento deportivo no llegaría a celebrarse como consecuencia del golpe de Estado de los militares españoles, que daría inicio a una cruenta guerra civil y a la inauguración de una dictadura de corte fascista dirigida por el General Francisco Franco.
Los Juegos debían haberse iniciado el 19 de julio. Alrededor de 6.000 deportistas y 20.000 visitantes se disponían a participar de este evento, pero ese mismo día, el golpe de Estado perpetrado por los militares en el norte de África se trasladó a la península ibérica. Este hecho llevó a la mayoría de los foráneos a abandonar lo antes posible la capital catalana y retornar a sus países de origen.
Sin embargo, cabe destacar que algunos atletas judíos del equipo olímpico de Palestina decidieron, debido a su ideología política cercana a la izquierda, quedarse en territorio español y enrolarse en el bando republicano para combatir al fascismo.

## Blanqueamiento deportivo

### La estrategia de la Alemania nazi
Los intentos de boicot fueron importantes para el Reich porque, en cierta medida, contribuyeron a que Hitler tomara noción del potencial político de organizar los juegos. Si bien en un principio dudaba de los efectos que el internacionalismo deportivo podía tener sobre la ideología nazi, los boicots –particularmente el impulsado en Estados Unidos– hicieron que Hitler se de cuenta de que tener a los ojos del mundo puestos sobre Berlín durante los juegos eran una oportunidad perfecta para inclinar la opinión pública mundial en su favor. Para este fin, el Reich llevaría una política de encubrimiento de varios aspectos de la vida en la Alemania Nazi. Por ejemplo, Hitler se alejó sustancialmente de Der Stürmer, al mismo tiempo que sus ejemplares fueron retirados de la ciudad. Otras medidas fueron ordenadas por individuos ajenos al régimen. Cuando en invierno de 1936, el presidente del COI Henri de Baillet-Latour –en un viaje en auto a la sede de los juegos de invierno del mismo año Garmisch-Partenkirchen– encontró varios carteles antisemitas en el camino, le ordenó a Hitler que todos estos sean removidos o los juegos de Berlín serían cancelados. Acto siguiente, la propaganda antisemita en Alemania descapareció. Al mismo tiempo, se incitó a la población berlinesa a mostrar su mejor cara ante la visita de atletas y espectadores de todo el mundo. El periódico Der Angriff emitió material propagandístico incitando al pueblo a ser lo más acogedor posible de cara a los juegos. Por último, se llevaron proyectos masivos para mejorar la imagen de Alemania de distintas formas. Entre varios, destacan la construcción del Olympiastadion –que en su momento llegó a albergar 110.000 espectadores– encargado a Albert Speer y Werner March, y la producción del filme Olympia –el primer documental de un juego olímpico– encargada a Leni Riefenstahl
El principal organismo encargado de controlar a los clubes y las federaciones deportivas alemanas --el Reichssport-- estaba dirigido por un miembro del Partido Nazi llamado Hans von Tschammer und Osten. Cabe destacar que de este organismo dependía el Comité Olímpico alemán y mantenía una relación de subordinación con Joseph Goebbels, lo cual reforzaba la politización de la organización de los Juegos Olímpicos y ponía de manifiesto la nula independencia de las instituciones existentes dentro del régimen alemán.
De forma simultánea, se inició un proceso de discriminación racial dentro del deporte alemán, en virtud del cual los judíos fueron expulsados de los clubes deportivos y se les negó el derecho a representar a Alemania en los Juegos Olímpicos. Este es el caso de los boxeadores Eric Seelig y Johann Wilhelm Trollmann, a los que anularon sus numerosos títulos deportivos y fueron expulsados de la federación alemana por ser judíos. Otro tanto les ocurrió al resto de atletas y deportistas judíos.
El COI designó dos encargados de la organización de los Juegos en Berlín. Estos personas fueron Lewald y Carl Diem, que fueron acusados por la propaganda nazi de ser demasiado benévolos con los judíos. Fueron objeto de constantes presiones por parte de los jerarcas nazis para que dimitieran, pero el presidente del COI recordó a Hitler que no tenía competencias para destituir a estos dos dirigentes. Finalmente, Hitler aceptó las normas impuestas por el COI, ya que corría el riesgo de perder la candidatura.
Estados Unidos tenía una rica e influyente comunidad judía que presionó al gobierno estadounidense para boicotear a la Alemania nazi, temerosos de que los Juegos Olímpicos se celebrasen bajo los ideales racistas que promovía el Tercer Reich. Sin embargo, Alemania se comprometió formalmente en su adhesión a los valores promovidos por la Carta Olímpica y al respeto a los judíos en los Juegos Olímpicos.
El nuevo régimen alemán se enfrentaba a otro problema manifestado por la contradicción que suponía la realización de un evento deportivo que era de tradición anglosajona y se fundamentaba en fines democráticos y pedagógicos basados en la fraternidad entre distintos pueblos. Esto iba claramente en contra de la idea del Volksgeneinschaft promovida por los nazis, que se basaba en la etnia y la exclusión las razas consideradas inferiores o degeneradas. Hitler tampoco sentía especial apego hacia ninguna disciplina deportiva de los Juegos Olímpicos por ser contrarios a los ideales del nacionalsocialismo, que concebían el deporte como un medio para servir a un fin nacional. El Führer prefería las tradicionales disciplinas de gimnasia alemana.
Goebbels impuso la estrategia de adherirse a los principios del internacionalismo olímpico, rehusando momentáneamente los principios nacionalistas y racistas, con el objetivo de mostrar al mundo la capacidad organizativa y la superioridad de la Alemania nazi. Pretendían organizar los mejores Juegos Olímpicos, para lo cual no deberían escatimar recursos económicos ni propagandísticos. Por lo tanto, no estaban interesados en mostrar actitudes racistas ni discriminatorias que dieran a sus países oponentes razones de peso para no asistir a unos Juegos Olímpicos que jugaban en favor de Alemania. La Cancillería mostró una total predisposición a ayudar a Lewald y Diem, dirigentes alemanes del Comité Organizador, con todos los recursos económicos disponibles. Esta firme promesa se materializó posteriormente con la entrega de 20 millones de Reichmarks al Comité.
El siguiente paso de los nazis fue dado también por Goebbels, para quien los Juegos Olímpicos debían ser el evento deportivo más relevante de los últimos tiempos, atrayendo la atención de todas las naciones y utilizando el COI como altavoz de la supremacía nazi. De esta manera, con el objetivo de engañar al enemigo, desplegaron una intensa estrategia en un doble sentido: convencer al resto de naciones de que el trato que recibirían los deportistas de todo el mundo sería respetuoso con los valores promovidos por el COI y la Carta Olímpica y, por otra parte, la difusión de propaganda para demostrar el poderío y la superioridad nazi. Con este fin, Goebbels mandó la creación de un programa de radio en el que se apoyaba al olimpismo. La música alemana también desempeñó un papel fundamental en blanquear las atrocidades del régimen nazi, ya que los músicos Carl Orff y Richard Strauss compusieron música para distintos eventos celebrados en las Olimpiadas.
Asimismo, Goebbels intentó captar la expectación internacional hacia las Olimpiadas con el objetivo de atraer turistas y divisas extranjeras a la “renacida” Alemania. Para ello, se encargaron de enviar invitaciones a los más relevantes medios de comunicación del mundo entero, así como a los dignatarios y representantes políticos de diversas naciones, para descubrir las magnificencias de la capital germana. Además, se intentó generar expectación interna entre la población alemana mediante camiones con exposiciones sobre los Juegos que recorrían el país.
De esta manera, se impuso la lógica de mostrar al resto del mundo la cara “amable” del régimen nazi, tapando las persecuciones y las verdaderas políticas discriminatorias y racistas desarrolladas por los nazis, en beneficio de ser el centro del mundo y mostrar al mundo entero los progresos técnicos y científicos de Alemania. Así, el Estado alemán podría demostrar su capacidad organizativa y económica para llevar a cabo este evento deportivo.

## Controversias deportivas
Al margen de los esfuerzos del régimen Nazi por utilizar los juegos para mejorar su imagen a nivel internacional, hubo varias controversias involucrando a distintos atletas, particularmente aquellos pertenecientes a comunidades consideradas no arias por el régimen nazi, así como otras involucrando atletas pertenecientes a esta. Es con base en estas controversias que se cuestionó si Alemania organizaba los juegos no solamente con la intención de mejorar su imagen, sino de también impulsar o confirmar sus teorías de superioridad racial de la raza aria sobre las demás.

### Jesse Owens
Luego de que Owens ganara cuatro medallas de oro en distintas pruebas de atletismo (pruebas de 100 m, 200 m, 4 × 100 m y salto de longitud), este fue galardonado pero sin ser saludado por Hitler en el momento. Si bien Hitler se mostró desencantado con las hazañas de Owens, el mito de que se rehusó a estrechar la mano de Owens por cuestiones raciales fue uno construido con base en la actitud del Führer con otros atletas tanto durante como después de las competencias. En un principio, Hitler solamente felicitaba formalmente a los atletas alemanes que habían sido victoriosos, y lo hacía invitándolos a su palco; esto lo hizo solamente durante el primer día de la competencia, el 1 de agosto. Al día siguiente, se realizó la competencia del salto en alto masculino, en la cual el estadounidense Cornelius Johnson se llevó el oro; Hitler había abandonado el estadio para entonces. El COI advirtió a Hitler sobre las consecuencias discriminatorias de esta conducta, informándole que debería o saludar a todos los ganadores o no saludar a ninguno. Hitler eligió la segunda. El 3 de agosto, Owens gana el oro en la prueba de 100 metros, y tras no ser saludado por Hitler se imprimieron tapas de diario anunciando que el atleta negro había sido ignorado por el Führer. Años después, el propio Jesse Owens afirma en sus memorias que recibió una felicitación oficial por escrito del gobierno alemán, y que sin embargo el presidente Franklin Delano Roosevelt no invitó al atleta a las celebraciones en la Casa Blanca ni le enviaron felicitaciones por escrito, cuestión que Owens lamentaría en sus memorias.En 1990, George H. W. Bush le concedería a Owens de manera póstuma la medalla de honor del Congreso.

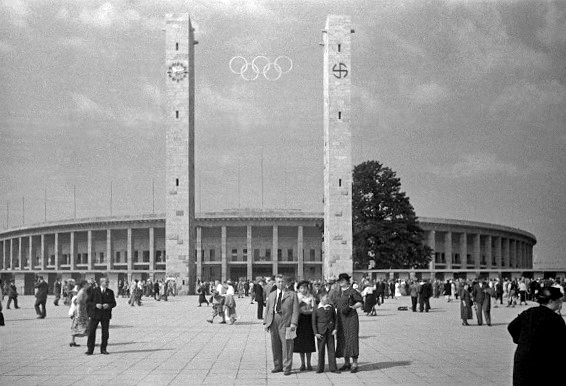
Entrada al estadio Olímpico de Berlín, 1936.

### Otros atletas
También sucedió que la atleta alemana Gretel Bergmann, a pesar de igualar un récord nacional en salto de altura un mes antes de los juegos, fue excluida del equipo alemán por ser judía.
Como un acto también polémico en las Olimpiadas, durante el evento futbolístico, ocurrió un incidente en el partido de cuartos de final entre los equipos olímpicos de Austria y Perú. Después de que estos últimos vencieran por cuatro goles a dos en un  partido controvertido, una reclamación de la delegación austriaca forzó a jugar un  partido de desempate, acto que la delegación peruana se negó a aceptar, y que llevó consigo el retiro de esta delegación además de la colombiana, causando una de las anécdotas más reseñables de los Juegos Olímpicos.
Se cree que los juegos fueron un momento de humillación para el régimen nazi porque algunos atletas negros consiguieron un gran número de medallas. En realidad, la Alemania Nazi, logró recoger más medallas que los demás países y Hitler se mostró satisfecho con el resultado.

## Organización

### Transmisiones de televisión
Los juegos fueron los primeros en tener cobertura televisiva en vivo en blanco y negro. La Oficina de Correos Alemana, utilizando equipos de Telefunken, transmitió más de 70 horas de cobertura a salas especiales en todo Berlín y Potsdam y a algunos televisores privados, transmitiendo desde la estación de televisión Paul Nipkow. Utilizaron tres tipos diferentes de cámaras de televisión, por lo que se producían apagones al cambiar de un tipo a otro. Los juegos también fueron fotografiados y filmados por primera vez en color utilizando el recién inventado Agfacolor.

### Antorcha olímpica
Esta olimpiada fue la primera en la que se hizo una carrera de relevos para traer el fuego olímpico desde Grecia al sitio de los juegos. La idea provino de Carl Diem (jefe del comité organizador) pues veía al Tercer Reich como una continuación del Sacro Imperio Romano Germánico, que a su vez se veía como una continuación del Imperio romano, quienes se veían como una continuación cultural de los antiguos griegos.
Del 20 de julio al 1 de agosto, 3422 relevistas llevaron la antorcha olímpica en un recorrido de 3422 kilómetros cuya ruta fue (a grandes rasgos) así:
- Grecia: Olimpia, Atenas, Tesalónica.
- Bulgaria: Sofía
- Yugoslavia: Belgrado
- Hungría: Budapest
- Austria: Viena
- Checoslovaquia: Praga
- Alemania: Dresde, Berlín.

Un relevo secundario llevó la llama olímpica hasta Kiel.

## Representaciones cinematográficas

### Olympia (1938)
Olympia representa uno de los más intensos debates en la historia del cine. Encargada por el régimen nazi, la película tuvo como propósito oficial celebrar los logros atléticos y la armonía entre las naciones, dividiéndose en dos partes: Olympia 1.ª parte: Fest der Völker (Festival de las Naciones) y Olympia 2.ª parte: Fest der Schönheit (Festival de la Belleza). Sin embargo, su producción estuvo claramente influenciada por los objetivos propagandísticos del Tercer Reich, lo que genera hasta hoy discusiones sobre si debe considerarse una obra de arte innovadora o un instrumento propagandístico al servicio de la ideología nazi.
La película fue diseñada para ofrecer múltiples interpretaciones. Hacia el público internacional, proyectó una imagen de Adolf Hitler como un líder sereno y de Alemania como un pueblo armónico. Sin embargo, a nivel nacional, se enfocó en ensalzar la juventud alemana, reforzando la idea de una superioridad física, moral y militar. Aspectos como la omisión de las medallas francesas en doma y boxeo, disciplinas en las que se destacó, o el énfasis en la perseverancia de atletas japoneses (afines políticamente a Alemania), pueden evidenciar un mensaje cuidadosamente orquestado. Además, la afinidad de la cámara hacia Hitler y los ovacionados atletas germanos puede ocultar objetivos propagandísticos.
Por otro lado, Hitler y Goebbels comprendían la importancia de dotar a la propaganda de formas estéticamente atractivas y psicológicamente eficaces. En este sentido, Riefenstahl revolucionó el cine deportivo con innovadoras técnicas de cámara, montaje y narrativa que marcaron un antes y un después en la cinematografía. Esto refuerza el carácter ambivalente de Olympia, que trasciende su contexto histórico como un pionero trabajo artístico y un ejemplo contundente del poder del cine como herramienta política.

## Deportes

### Deportes oficiales
- Atletismo (29)
- Baloncesto (nuevo) (1)
- Balonmano (nuevo) (1)
- Boxeo (8)
- Ciclismo
  -  Ciclismo en pista (4)
  -  Ciclismo en ruta (2)
- Ecuestre
  -  Concurso completo (2)
  -  Doma clásica (2)
  -  Salto ecuestre (2)
- Esgrima (7)
- Fútbol (1)
- Gimnasia artística (9)
- Halterofilia (5)
- Hockey sobre césped (1)
- Lucha
  -  Lucha grecorromana (7)
  -  Lucha libre (7)
- Natación (11)
- Pentatlón moderno (1)
- Piragüismo en esprint (nuevo) (9)
- Polo (1)
- Remo (7)
- Saltos (4)
- Tiro (3)
- Vela (4)
- Waterpolo (1)

### Deportes de exhibición
- Béisbol (1)
- Vuelo sin motor (1)

### Otras competiciones
- Arte (15)

## Países participantes

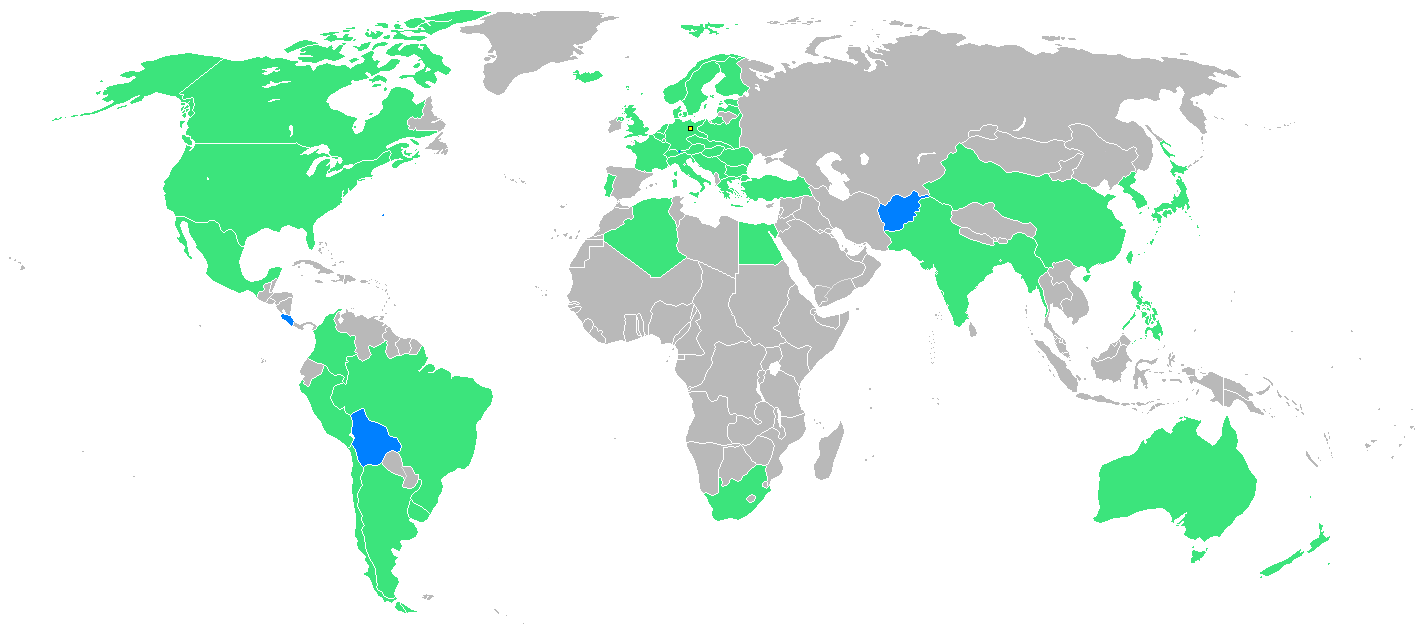
Países participantes (en azul, los debutantes).

Los siguientes países participaron en los juegos:
Afganistán, Alemania, Argentina, Australia, Austria, Bélgica, Bermudas, Bolivia, Brasil, Bulgaria, Canadá, Checoslovaquia, Chile, China, Colombia, Costa Rica, Dinamarca, Egipto, Estados Unidos, Estonia, Filipinas, Finlandia, Francia, Grecia, Hungría, Islandia, India, Italia, Japón, Letonia, Liechtenstein, Luxemburgo, Malta, México, Mónaco, Noruega, Nueva Zelanda, Países Bajos, Perú, Polonia, Portugal, Reino Unido, Rumania, Sudáfrica, Suecia, Suiza, Turquía, Uruguay y Yugoslavia.
España no participó, ya que el gobierno de la Segunda República Española estaba organizando en Barcelona unas Olimpiadas paralelas con el fin de no dar alas al fascismo y boicotear a la Alemania de Hitler. En esta Olimpiada Popular iban a participar más atletas que en las oficiales, pero nunca se llegaron a celebrar porque la víspera de su comienzo, el 18 de julio de 1936, se produjo el Golpe de Estado contra el gobierno de la República, que daría lugar a la guerra civil española.

## Medallero

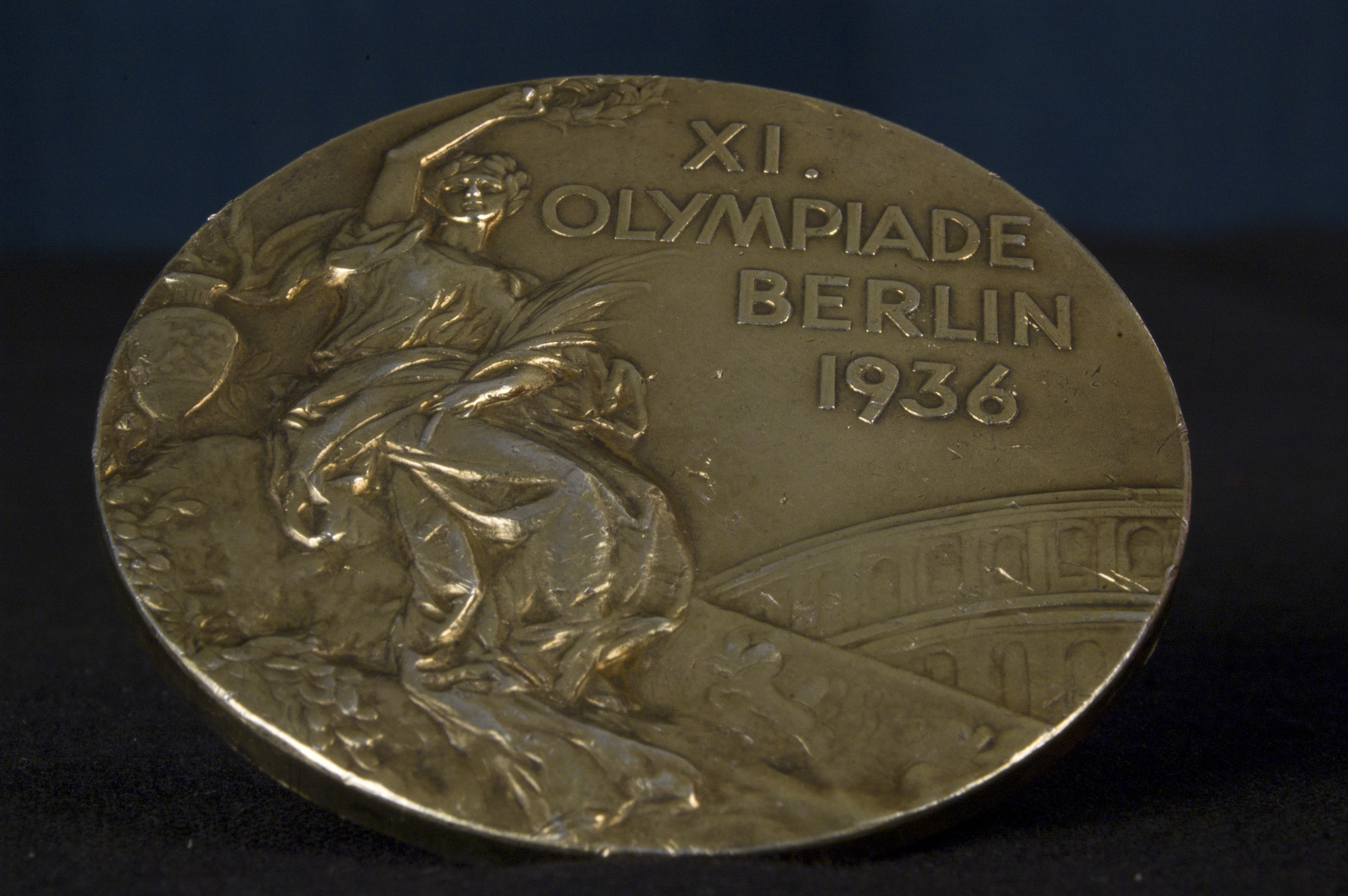
Una medalla de oro

| Núm. | País                 | Oro | Plata | Bronce | Total |
| ---- | -------------------- | --- | ----- | ------ | ----- |
| 1    | Alemania (GER)       | 33  | 26    | 30     | 89    |
| 2    | Estados Unidos (USA) | 24  | 20    | 12     | 56    |
| 3    | Hungría (HUN)        | 10  | 1     | 5      | 16    |
| 4    | Italia (ITA)         | 8   | 9     | 5      | 22    |
| 5    | Finlandia (FIN)      | 7   | 6     | 6      | 19    |
| 5    | Francia (FRA)        | 7   | 6     | 6      | 19    |
| 7    | Suecia (SWE)         | 6   | 5     | 9      | 20    |
| 8    | Japón (JPN)          | 6   | 4     | 8      | 18    |
| 9    | Países Bajos (NED)   | 6   | 4     | 7      | 17    |
| 10   | Reino Unido (GBR)    | 4   | 7     | 3      | 14    |